# Bandiera del Ducato di Ferrara
La bandiera del Ducato di Ferrara, che fu utilizzata anche durante la precedente signoria, era composta da un'aquila bianca in campo blu, cimata da una corona sopra la testa (nella bandiera di terra) o senza (nella bandiera navale), la quale rispecchiava il primissimo stemma della famiglia d’Este.
Durante il regno degli estensi furono adottate in contemporanea altre bandiere, tra cui quella della città di Ferrara (bianca e nera) e numerose bandiere da battaglia diversamente colorate tra loro (le più comuni erano verdi e rosse) con una croce bianca al centro.
Dopo la devoluzione di Ferrara del 1598 gli estensi continuarono ad utilizzare, per un certo periodo, la precedente bandiera anche per il Ducato di Modena e Reggio.

## Galleria delle bandiere
|  |  |